# غوك (حومة بم)
غوك (بالفارسية: گوک) هي قرية تقع في إيران في منطقة مركزية ريفية. يقدر عدد سكانها بـ 182 نسمة بحسب إحصاء 2016.